# 三元站 (芜湖市)
三元站，位于安徽省芜湖市湾沚区湾沚镇，有皖赣铁路经过。车站上下行区间为复线铁路，距离芜湖42千米、贵溪528千米。车站于2018年在皖赣铁路芜湖—宣城段电气化时关闭。车站在关闭前办理列车通过、停靠作业，不办理客货运业务；但每日有一对来往芜湖和倒湖的旅客列车在该站办理通勤乘降业务。